# Egybegyűltünk, ó nagy Isten
Az Egybegyűltünk, ó nagy isten kezdetű miseének a Zsasskovszky–Tárkányi énektárból való. Szövegét Tárkányi Béla írta.
Ugyanez a dallam Véghetetlen örök Isten kezdetű szöveggel az angyalokat dicsőítő ének, ugyancsak Tárkányi Bélától.
A Ha kívántok kezdetű szövegváltozat Verseghy Ferencnek Páduai Szent Antalról szóló himnusza.
Feldolgozás:
| Szerző       | Mire                | Mű                                            |
| ------------ | ------------------- | --------------------------------------------- |
| Bárdos Lajos | egynemű kar, orgona | Musica Sacra II/1 Egybegyűltünk, ó nagy Isten |

## Kotta és dallam
| Legyen áldás és dicsőség mennyben a nagy Istennek! Testi, lelki szent békesség földön minden embernek. Az angyali seregekkel kiáltsuk nagy örömmel: Dicsőség a jó Istennek, békesség az embernek!  | Ó Atyánk, te itt a földön anyát adtál minekünk, Kinek szívén mindörökkön békességet lelhetünk. Szentegyházad e jó anya, az igazság oszlopa, Nem félünk mi, bármi jöjjön, amíg ő áll mellettünk.              |
| Jézus Krisztus szerzeménye a kenyér s boráldozat, Mit nevednek emlékére, Uram, szolgád bemutat. Legyen kedves, ó szent Atya, Fiad vére harmata; Lelkünket, hogy hófehérre mossa, kérünk, elfogadd. | Szent örökké, szent az Isten, Atya, Fiú, Szentlélek! Zengjen égen s földön minden hálát a nagy Istennek. Áldott, ki az Úr nevében jő angyalok körében. Szent örökké, szent az Isten, Atya, Fiú s Szentlélek! |

## Véghetetlen örök Isten
| Véghetetlen örök Isten, magasztaljuk nevedet, Angyalaid seregében imádunk most tégedet. Országodban ők királyi széked előtt állanak, És az legfőbb boldogságuk, hogy szünetlen áldanak.                           | Köszöntjük hát nagy örömmel hűséges szolgáidat, És tisztelve áldjuk őket s imádjuk jóvoltodat: Hogy lelkünknek oltalmára ily tiszta, hív lelkeket Rendeltél s így megkönnyíted itt nekünk az életet.       |
| Köszöntünk és magasztalunk, édes őrzőangyalok! Érettetek az Istennek mély hálával hódolok. Hogy titeket, tiszta lelkek, bűnös gyarlóságunknak Gyámolítójává rendelt, örök hála Urunknak!                          | Ó, tehát ne hagyjatok el, ha bal útra tévedünk, Nehogy győzzön a rossz lélek, test és világ ellenünk. Az üdvösség ösvényére vonjon áldott kezetek, Hogy lelkünk a mennyben egykor áldja Istent véletek.    |
| Legyen áldás és dicséret, néked, ó Szentháromság, Ki nékünk itt irgalom vagy, s angyaloknak boldogság! Engedd egykor e hív lelkek szent karában zengenünk: Szent örökké, szent örökké, szent vagy, édes Istenünk! | Szent Mihály, az Úr ügyének győzedelmes bajnoka, Mennyország nagy ékessége, örömünknek nagy oka! Segíts, hogy mint te meggyőzted a fellázadt lelkeket, Szintúgy győzzünk le itt minden lelki ellenségeket. |
| Ó Istennek erőssége, üdvözlégy, szent Gábriel! Váltságunknak égi hírét a Szűzhöz te vitted el. Kérjed Jézust, hogy lelkünket váltságának érdeme Oda vigye, hol te áldod őt, ó Isten követe.                       | Üdvözlégy, ó égi orvos, szent Ráfael arkangyal! Látod, mennyi küzdelmünk van lelki-testi sok bajjal. Vidd az Isten színe elé szívünk könyörgéseit, S szent kegyelme igazgassa életünknek lépteit.          |

## Ha kívántok
| Ha kívántok nagy csodákat, szent Antalhoz menjetek, Ha szenvedtek bajt, aggságot, gyámolt tőle kérjetek. Soha azon inség, tévely, sem a vétek nem fogott, Akit Antal szent kezével pajzsa alá fogadott. | Intésére a tengernek csillapodnak habjai; S a kárvallott jó embernek megkerülnek javai. A bilincsek szétszakadnak, a veszély is elsimul, A csapások ellankadnak, és az áldás bőven hull. | Légyen áldás az Atyának a mennybéli trónuson, Légyen áldás szent Fiának most és minden korokon, Légyen áldás a Léleknek, ki lelkünket szenteli. Vegye bérét a mennyeknek, ki Szent Antalt tiszteli. |

## Felvételek
- Egybegyűltünk ó nagy Isten. YouTube (2010. november 26.)  (Hozzáférés: 2016. december 21.) (videó)